# Hemilamprops pectinatus
Hemilamprops pectinatus är en kräftdjursart som beskrevs av Lomakina 1955. Hemilamprops pectinatus ingår i släktet Hemilamprops och familjen Lampropidae. Inga underarter finns listade i Catalogue of Life.